# Charentay
Charentay  é uma comuna francesa na região administrativa de Auvérnia-Ródano-Alpes, no departamento de Ródano. Estende-se por uma área de 13,78 km². Em 2010 a comuna tinha 1 310 habitantes (densidade: 95,1 hab./km²).